# エマニュエル・モンチーニ
エマニュエル・モンチーニ（Emanuele Moncini、1973年10月13日 - ）は、イタリアのレーシングドライバーで、FIA GT1世界選手権にサンレッド・エンジニアリングより参戦している。
モンチーニはイタリア・スーパーツーリング選手権にてキャリアをスタートさせ、1999年にFIA スポーツカー選手権のエンナ・ペルグーサ大会で優勝した。
2008年にはイタリアGT選手権で2位を獲得し、翌年はヨーロッパ・アパルトトロフィー500を制した。
2010年シーズンは再びイタリアGT選手権に参戦して5勝をマークしてシリーズチャンピオンを獲得。インターナショナル・GTオープンも2011年に参戦している。